# Tadasana

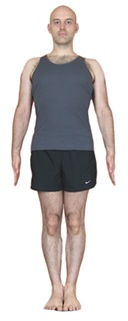
Tadasana

Tadasana (Sanskriet voor Berghouding) is een veelvoorkomende houding of asana. Tadasana wordt ook wel Samasthiti genoemd, Sanskriet voor overal stabiliteit.
| Sanskriet | vertaling                   |
| tada      | berg                        |
| asana     | houding (letterlijk: 'zit') |
| sama      | gelijk, overal              |
| sthiti    | stabiliteit, rechtstaan     |

## Beschrijving
De Berg is een staande houding. De benen staan stevig en geaard op de grond. De knieën zijn iets gebogen, waardoor ze niet op slot dreigen te komen. De armen hangen los naast het lichaam. Strek de schouders opzij, zodat de spanning vermindert en laat ze ontspannen naar beneden zakken. De voeten staan iets van elkaar ter breedte van de schouders, parallel met de tenen vooruit. De vingers zijn los van elkaar en wijzen naar beneden. De rug is recht, wat veel mensen de indruk geeft dat ze iets met het bovenlichaam naar voren hangen.
Adem in de taille in, de aandacht gericht naar onderen in de richting van de stuit. Rek de kruin naar boven, waardoor de ruggengraat zich verlengt en recht staat. Houd deze houding enkele ademhalingen tot een hele meditatiesessie vast.
Bij een goede uitvoering is de Berg een stevige houding, die ook als meditatiehouding in hatha-yoga geschikt is.